# Peter Berg
Peter Berg (Nova Iorque, 11 de março de 1964) é um diretor americano, ator, produtor e escritor de filmes, televisão e vídeos musicais.
Seus filmes de direção incluem a comédia negra Very Bad Things (1998), a comédia de ação The Rundown (2003), o drama esportivo Friday Night Lights (2004), o thriller de ação The Kingdom (2007), o super-herói comédia-drama Hancock (2008), o filme de guerra militar de ficção científica Battleship (2012), o filme de guerra Lone Survivor (2013), o drama de desastre Deepwater Horizon (2016) e o drama de bombardeio de Boston Marathon Patriots Day (2016), os últimos três protagonizados por Mark Wahlberg. Além das aparições no sexto desses títulos, ele teve papéis proeminentes em filmes, incluindo Cop Land (1997), Corky Romano (2001), Collateral (2004), Smokin 'Aces (2006) e Lions for Lambs ( 2007).
Na televisão, Berg desenvolveu a série de drama Friday Night Lights (2006-2011), adaptada de seu filme, ganhando duas nomeações Prêmio Primetime Emmy. Como ator, ele é mais conhecido por seu papel como Dr. Billy Kronk no drama médico da CBS Chicago Hope (1995-1999).

## Filmografia como ator
- 2006 - Smokin' Aces
- 2004 - Collateral
- 1999 - Dill Scallion
- 1997 - Cop Land
- 1996 - The Great White Hype
- 1995 - Across the Moon
- 1994 - The Last Seduction
- 1993 - Fire in the Sky

## Filmografia como diretor
- 2018 - 22 Milhas
- 2016 - Patriots Day
- 2016 - Deepwater Horizon
- 2014 - The Leftovers[1]
- 2013 - Lone Survivor
- 2012 - Battleship
- 2008 - Hancock
- 2007 - The Kingdom
- 2004 - Friday Night Lights
- 2003 - The Rundown

## Curiosidades
- É ex-namorado da atriz Jennifer Garner.